# اندیس آنومالی تویسرکان ۶
آنومالی تویسرکان ۶ یک اندیس فلزی است که در حوالی شهر تویسرکان استان همدان قرار دارد و مادهٔ معدنی موجود در آن، طلا است.سنگ میزبان این اندیس رگه‌های کوارتز _ فلدسپاتی است  